# Глебово (Ржевский район)
Гле́бово — деревня в Ржевском районе Тверской области. Относится к сельскому поселению «Успенское». Расположена на правом берегу реки Бойня при впадении в неё речки Дуниловки, в 6 километрах от автодороги  "Ржев — Тверь". С районным центром (до него 14 км) организовано автобусное сообщение.

## История
В 1779 году в селе Глебово была построена каменная Троицкая церковь с 3 престолами.
В 1859 году владельческое село Глебово Тверской губернии, при реке Бойне, в 12 верстах от города Ржева, имеет 4 двора, 23 жителя, православная церковь; рядом, через реку, усадьба Глебово (69 жителей). Входили в имение князя П. Я. Гагарина. В конце XIX—начале XX века село Глебово центр прихода Масловской волости Ржевского уезда. В 1914 году в приходе Троицкой церкви было 25 деревень с населением 3154 жителя.
По переписи 1920 года в Глебово одноимённой волости — 18 дворов, 70 жителей. 
С марта 1927 года Глебово — центр Панинской волости Ржевского уезда.
В 1940 году Глебово — центр сельсовета Ржевского района Калининской области. Во время Великой Отечественной войны село было оккупировано гитлеровскими войсками в октябре 1941 года, освобождено в августе 1942 года.
В 1947 году образован совхоз «Глебовский». Основными направлениями деятельности сельхозпредпиятия стали растениеводство и животноводство. Центральной усадьбой совхоза стала деревня Глебово. В деревне расположены: администрация Глебовского сельского округа, правление совхоза, молочная ферма, механические мастерские, пилорама, зерносушилка, школа с интернатом, детский сад, дом культуры, библиотека, участковая больница, аптека, амбулатория, отделение связи, столовая, котельная, магазин. 
1966 год - введена в эксплуатацию водонапорная башня.
1970 год - введена в эксплуатацию водопроводная сеть.
В 1997 году в Глебово 114 хозяйств, 255 жителей. 
В 1998 году совхоз преобразован в сельскохозяйственный производственный кооператив «Глебовский».
Население деревни по переписи 2002 года — 291 человек (130 мужчин, 161 женщина).
В 2006 году деревня вошла в состав сельского поселения «Успенское».

## Глебовская школа
В 1917 году в Глебово открыто двухклассное училище, в 1922 году число учащихся в нем достигло 250 человек. 
В 1948 году открыта Глебовская семилетняя школа. 
С 1976 года — Глебовская средняя школа, которая разместилась в новом современном 2-х этажном здании со спортзалом, столовой, интернатом для круглосуточного проживания детей из отдаленных деревень, собственной котельной. 
В декабре 2014 года в помещении интерната после ремонта открылся детский сад.

## Население
| 1859 | 1920 | 1997 | 2002 | 2010 |
| ---- | ---- | ---- | ---- | ---- |
| 92   | ↘70  | ↗210 | ↗291 | ↗313 |

## Воинское захоронение
В 1950-е годы в братскую могилу в Глебово были перезахоронены погибшие из 28 братских могил Глебовского сельсовета, на территории которого в январе-сентябре 1942 года проходили кровопролитные сражения Ржевской битвы.
По данным ОБД «Мемориал»:
Дата создания захоронения — 1954 год, до 1956 года захоронено 3823 воинов, имена всех известны.
Вид захоронения — братская могила, вокруг железная ограда 4×5 м, памятник (воин с венком у ног) из бетона с мраморной крошкой, сооружен в 1957 году, автор скульптуры Стешковский.
Сюда перенесены останки воинов Красной Армии из деревень: Бельково, Васюково, Выдрино, Глебово, Гляденово, Дунилово, Доманово, Есиповская, Жеребцово, Карпово Малое, Козьмы Демьяна (церковь), Киремено?, Лубянка, Макарово, М.Муравлиха, Новый и Старый Рукав, Немцово, Опекаловка, Озерецкое, Паницыно, Панино, Плотниково, Полтинино, Теленково, Харино, Ченцово (Ченсово), Щетинино.
Кто шефствует над захоронением: ПО «Электромеханика»; Глебовская средняя школа.
По данным администрации Ржевского района на 2012 год, в братской могиле в деревне Глебово 4576 захороненный, из них имена установлены у 4456.